# Gregs Tagebuch 2 – Gibt’s Probleme? (2022)
Gregs Tagebuch 2 – Gibt’s Probleme? (Originaltitel: Diary of a Wimpy Kid: Rodrick Rules) ist eine am 2. Dezember 2022 veröffentlichte Neuauflage von Gregs Tagebuch 2 – Gibt’s Probleme? (2011) zum Buch, die im Animationsstil exklusiv auf dem Streamingdienst Disney+ erschien. Produziert wurde der Film von Walt Disney Pictures und dem kanadischen Animationsstudio Bardel Entertainment. Der Film erschien in Erinnerung an Ed Asner, der ein Jahr vor der Veröffentlichung verstorben war.

## Handlung
Greg Heffley und sein großer Bruder Rodrick bleiben allein zu Hause, da ihre Eltern über das Wochenende auf eine Reise ziehen während Manni – Gregs kleiner Bruder – mitkommt. Doch als Manni plötzlich krank wird, kommen die Eltern von ihrer Reise zurück um ihn zu versorgen. Doch die beiden größeren Brüder und Rupert – Gregs bester Freund – schmeißen heimlich eine Party. Allerdings werden Greg und Rupert von Rodrick hintergangen und im Keller eingesperrt. Doch so klug wie die beiden Freunde sind, können sie durch das Türschloss Bilder machen, welche Greg als Erpressungsmittel benutzt. Eine Spur bleibt jedoch bestehen. Die Badezimmertür musste von den zwei Brüdern ausgetauscht werden, da jemand RODRICK RULES (Original: RODRICK RULES) auf die Tür geschrieben hatte.
Nach der Party wollten die beiden Eltern noch einen Urlaubs-Versuch starten, während Greg & Rodrick im Rentner-Paradies untergebracht werden und ihren Opa besuchen. Wegen einer Ablenkung gelangt Greg allerdings versehentlich auf die Damen-Toilette. Die Damen entdecken und jagen ihn, doch zu seinem Glück entkommt er noch den Bewohnerinnen des Rentner-Paradieses.
Greg soll mit Rupert an der Talentshow ihrer Schule auftreten und eine Zauber-Show vorführen, während Rodrick dort mit seiner Band auftreten will. Doch seine Mutter findet ein Bild der Party bei Greg, was für wochenlangen Hausarrest bei Rodrick und Videospielverbot bei Greg führt. Zusätzlich darf Rodrick nicht bei der Talentshow teilnehmen. Dann, kurz vor der Show fragen Rodricks Band-Mitglieder, ob Greg bei ihrer Show mitmachen will. Anschließend, wie zu erwarten, stimmte Greg zu. Als er dann auf der Bühne sitzt, wird ihm klar, dass er das Rodrick nicht antun kann und sagt ihm er soll spielen, trotz des Hausarrests.
Gewonnen hat Rodricks Band zwar nicht, doch am Ende des Films werden er und Greg zu Freunden.

## Unterschiede zum Original
- Die Animationsversion zum Film ist 26 Minuten kürzer.
- Holly Hills gibt es in der Animationsversion nicht.
- Rodrick findet Gregs Tagebuch erst zu Hause, nicht im Rentner-Paradies.
- Rupert hat keinen Streit mit Greg, weil Greg nicht an der Zaubershow teilnimmt.
- Greg nimmt hier im Film nicht an der Zaubershow teil, damit Rodrick spielen darf, Rodrick tut dies einfach ohne Erlaubnis.
- Hier werden Greg und Rodrick ins Rentner-Paradies geschickt, weil Susan und Frank ihre Reise wiederholen wollen. Im Original landen die beiden dort, weil ihre Party aufgeflogen war.
- Es gibt keine Szenen vor oder in der Schule, nur in der Talentshow.
- Manni wird im Original-Film noch Manny geschrieben, in der Animation allerdings Manni.

## Synchronisation
Die deutschsprachige Synchronisation entstand bei der Iyuno Germany nach einem Dialogbuch von Katharina Blum unter der Dialogregie von Andrea Wick.
| Figur            | Sprecher (englisch)     | Sprecher (deutsch) |
| ---------------- | ----------------------- | ------------------ |
| Greg Heffley     | Brady Noon              | Anton Günther      |
| Rodrick Heffley  | Hunter Dillon           | Laurin Lechenmayr  |
| Manni Heffley    | Gracen Newton           | Kaja Sieger        |
| Susan Heffley    | Erica Cerra             | Tinka Kleffner     |
| Frank Heffley    | Chris Diamantopoulos    | Benjamin Hirt      |
| Rupert Jefferson | Ethan William Childress | Mika Sieger        |
| Großvater        | Ed Asner                | Thomas Rauscher    |

## Andere Teile
- Im Jahr 2021 erschien der 1. Teil der Animationsreihe.
- Im Dezember 2022 wurde in einem Exklusivinterview bekanntgegeben, dass ein 3. Teil bereits in Arbeit ist.[3] Er erschien 2023 unter dem Namen Gregs Tagebuch zu Weihnachten: Keine Panik!.[4]

## Rezeption
Der Film wurde schon am Erscheinungstag sehr gut aufgenommen. Bei Rotten Tomatoes kommt der Film auf eine Wertung von 78 Prozent im Audience Score.